# 莫伊西伊夫卡 (埃米利奇涅區)
50°44′29″N 27°42′20″E / 50.74139°N 27.70556°E
莫伊西伊夫卡（烏克蘭語：Мойсіївка），是烏克蘭北部的村莊，隸屬日托米爾州的茲維亞赫爾區。該村面積0.26平方公里，海拔高度215米，2001年人口50，人口密度每平方公里195.31人。